# Superkilen
Der Superkilen ist eine öffentliche Anlage im Stadtteil Nørrebro der dänischen Hauptstadt Kopenhagen. Der drei Hektar große Park entstand bis 2012.
Superkilen besteht aus drei Teilen:

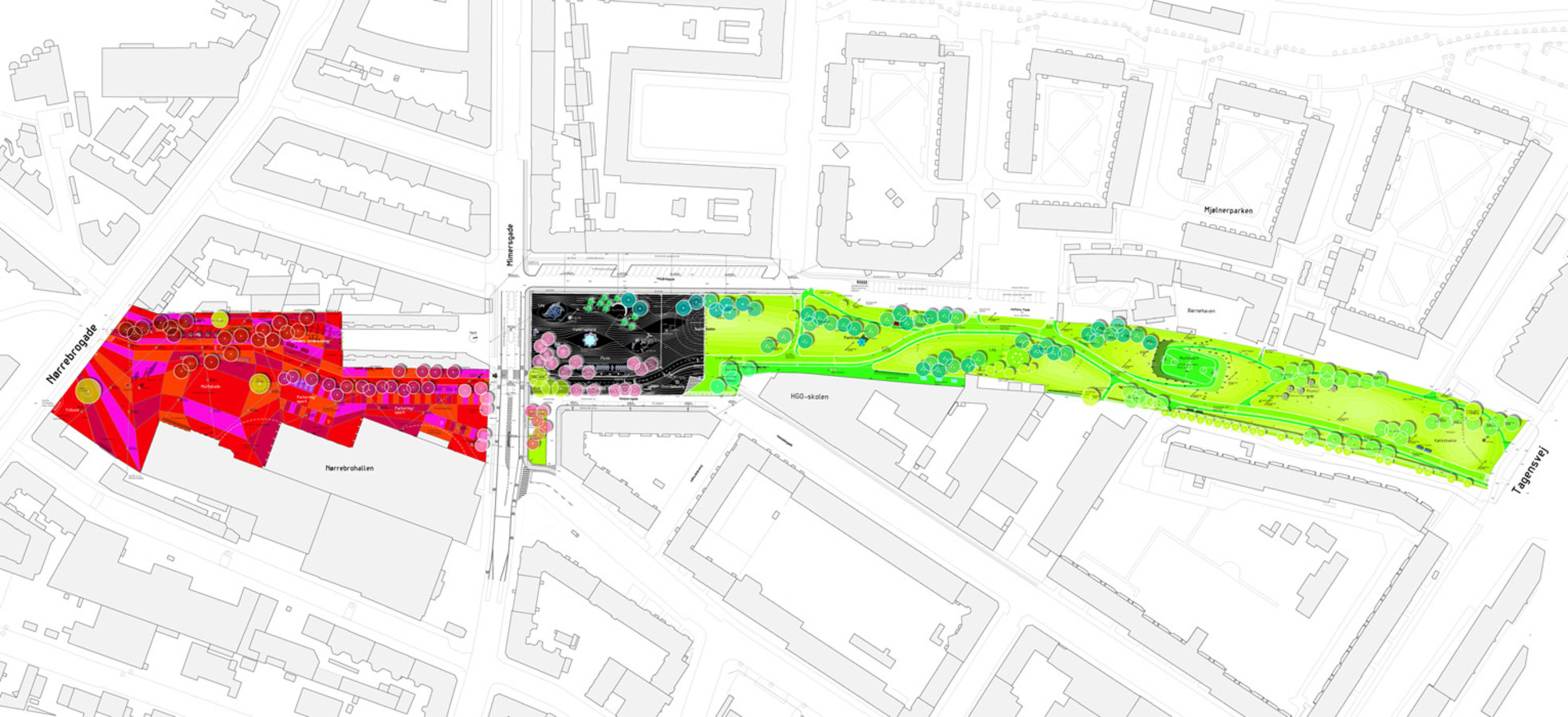
Plan

- ein roter Platz zum Entspannen mit Cafés und Musik,
- im schwarzen Hof trifft man sich zum Plaudern und zum Grillen
- und der natürlich gehaltene grüne Park.[1]

Superkilen kommt den Bedürfnissen von 62 unterschiedlichen Nationen, die in diesem Teil Kopenhagens leben, entgegen. Zur Verwirklichung dieses Konzepts wurden planerisch spezifische Objekte wie Bänke, Mülleimer, Bäume, Spielplätze, Gullydeckel und Beschilderung aus anderen Ländern integriert. Zum Beispiel waren an der Planung Landschaftsarchitekten des Berliner Büros TOPOTEK 1 beteiligt und es wurden Landi-Bänke aus der Schweiz aufgestellt.

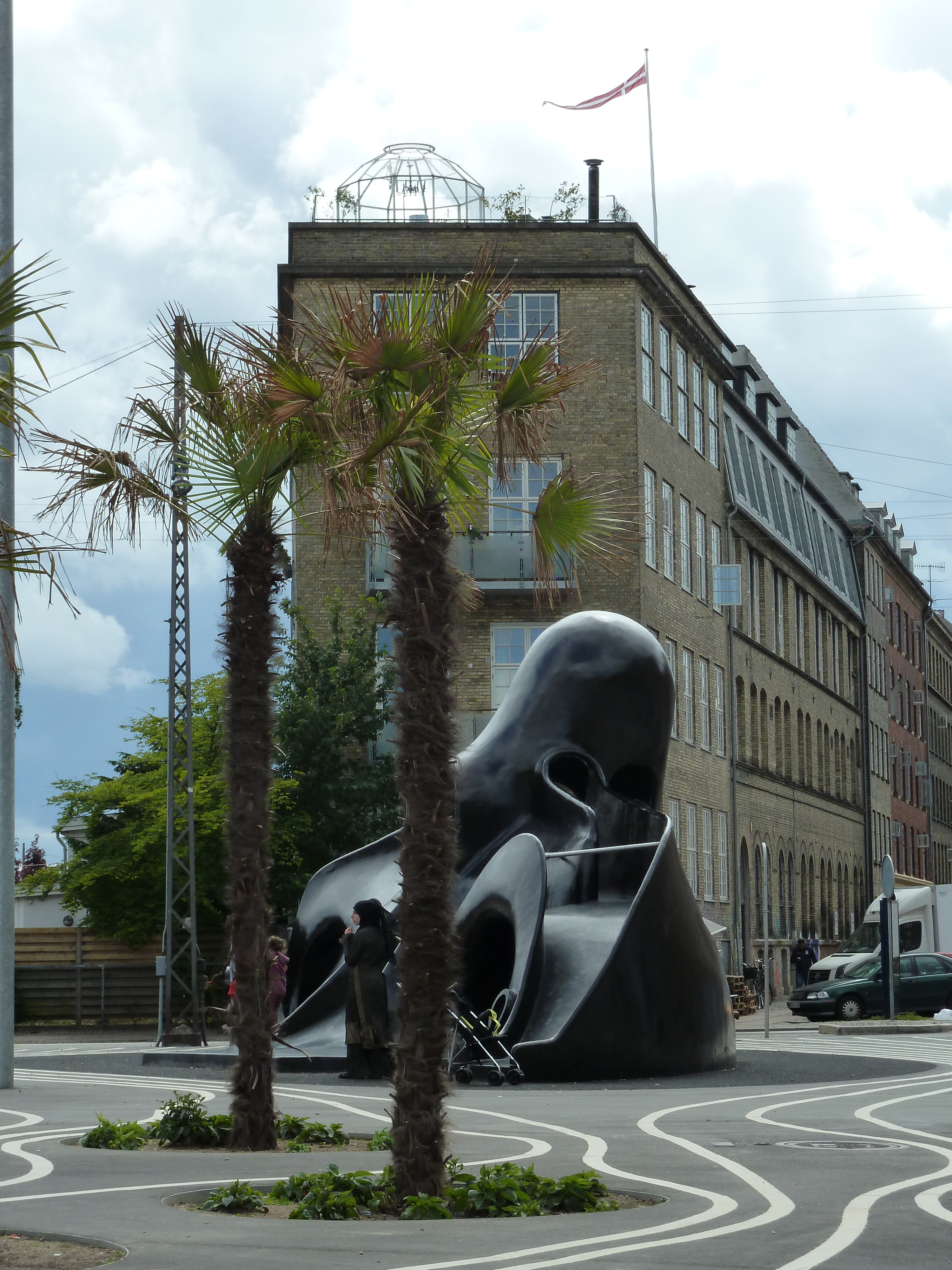
Chinesische Palmen
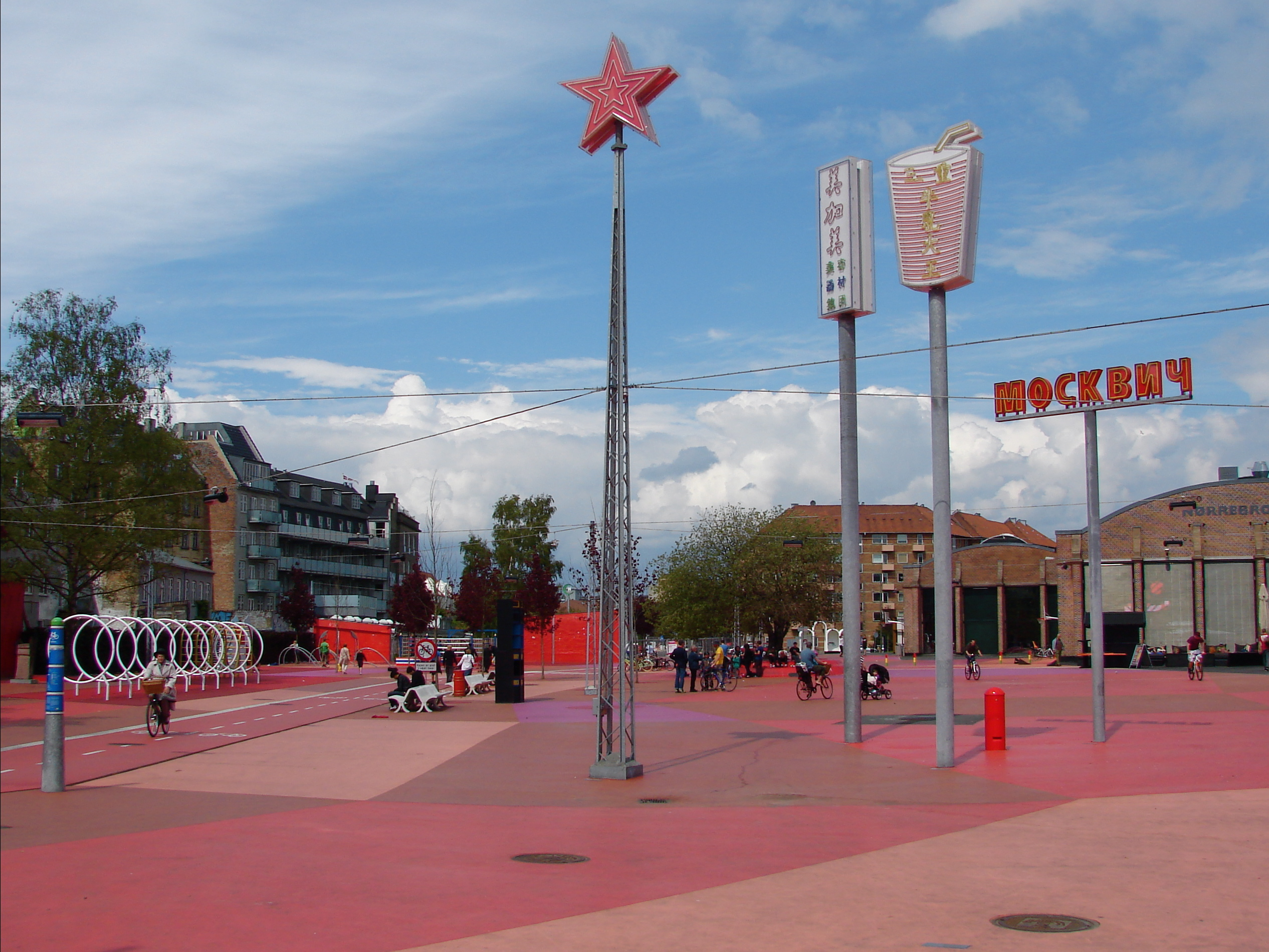
Roter Platz mit Radroute in Kopenhagen
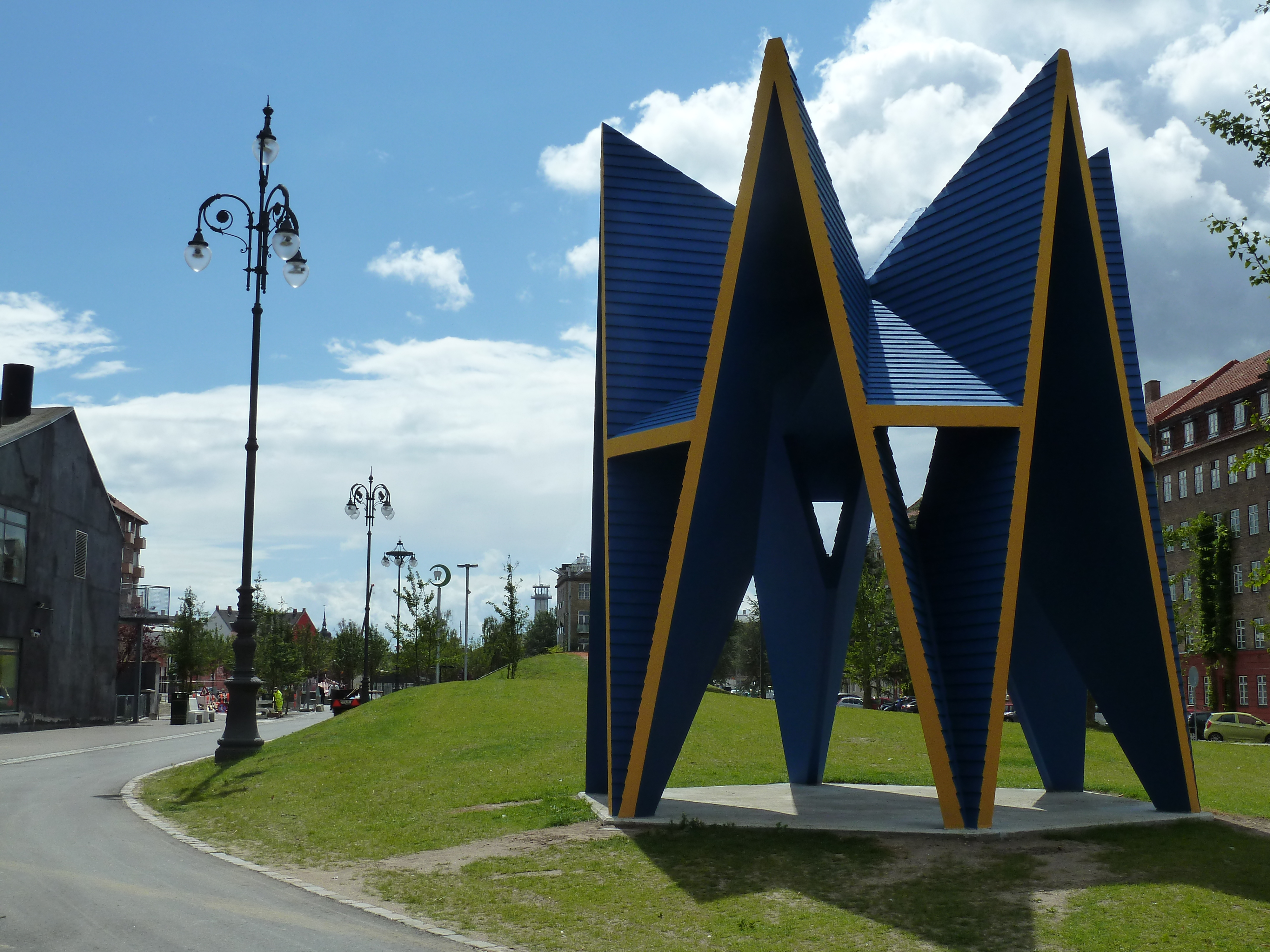
Russischer Pavillon
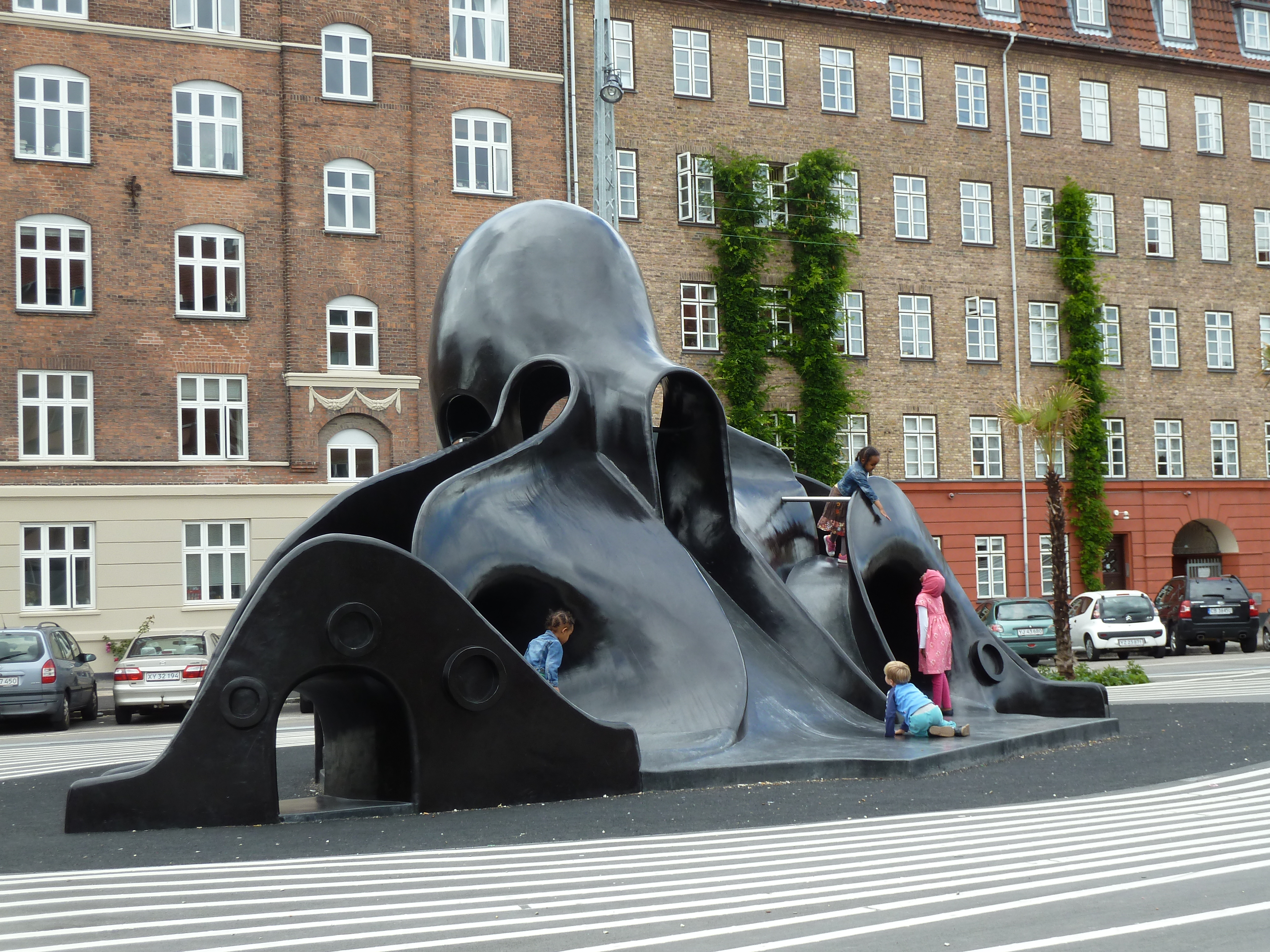
Japanischer Tintenfisch
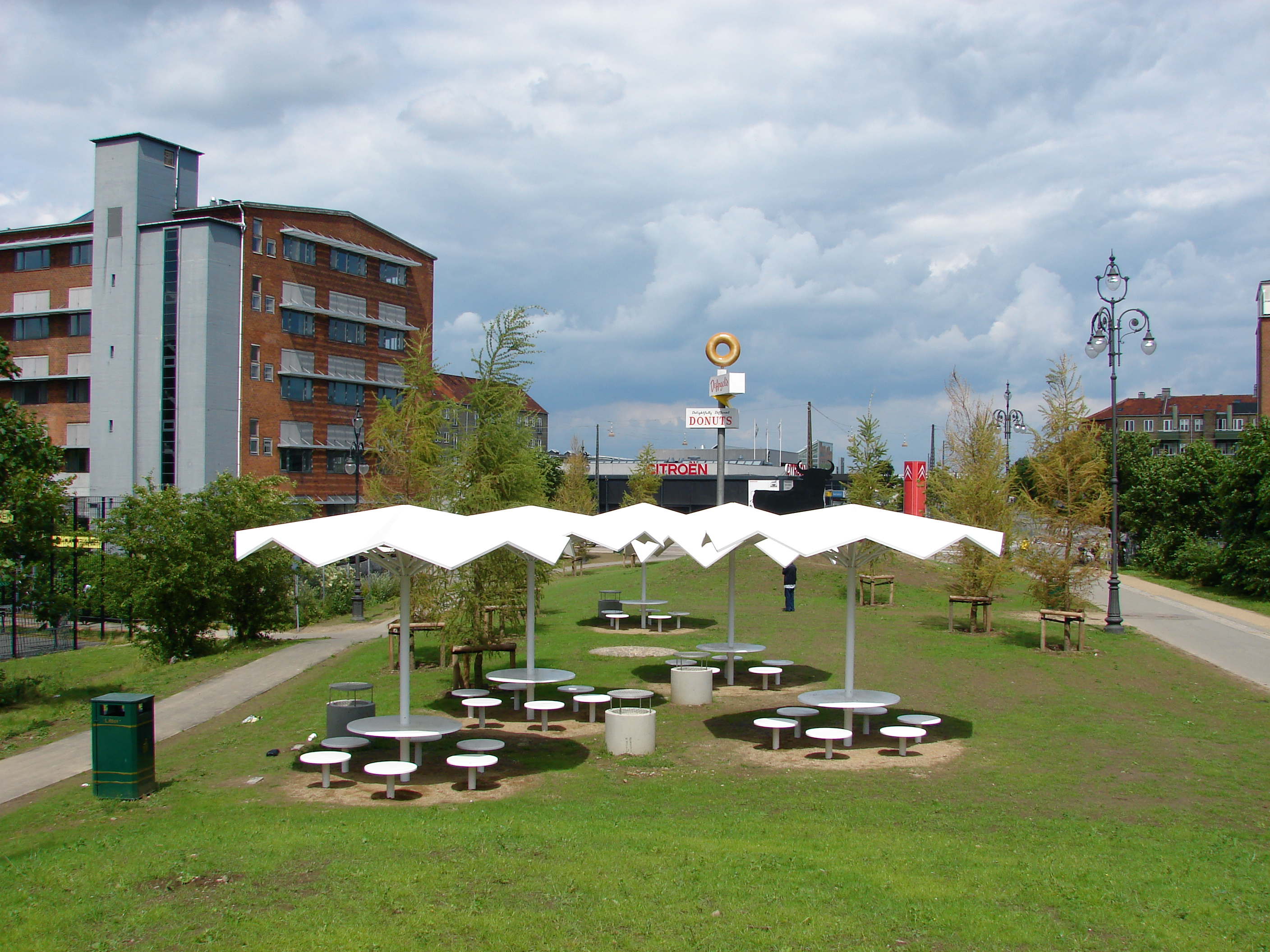
Armenische Picknick-Tische
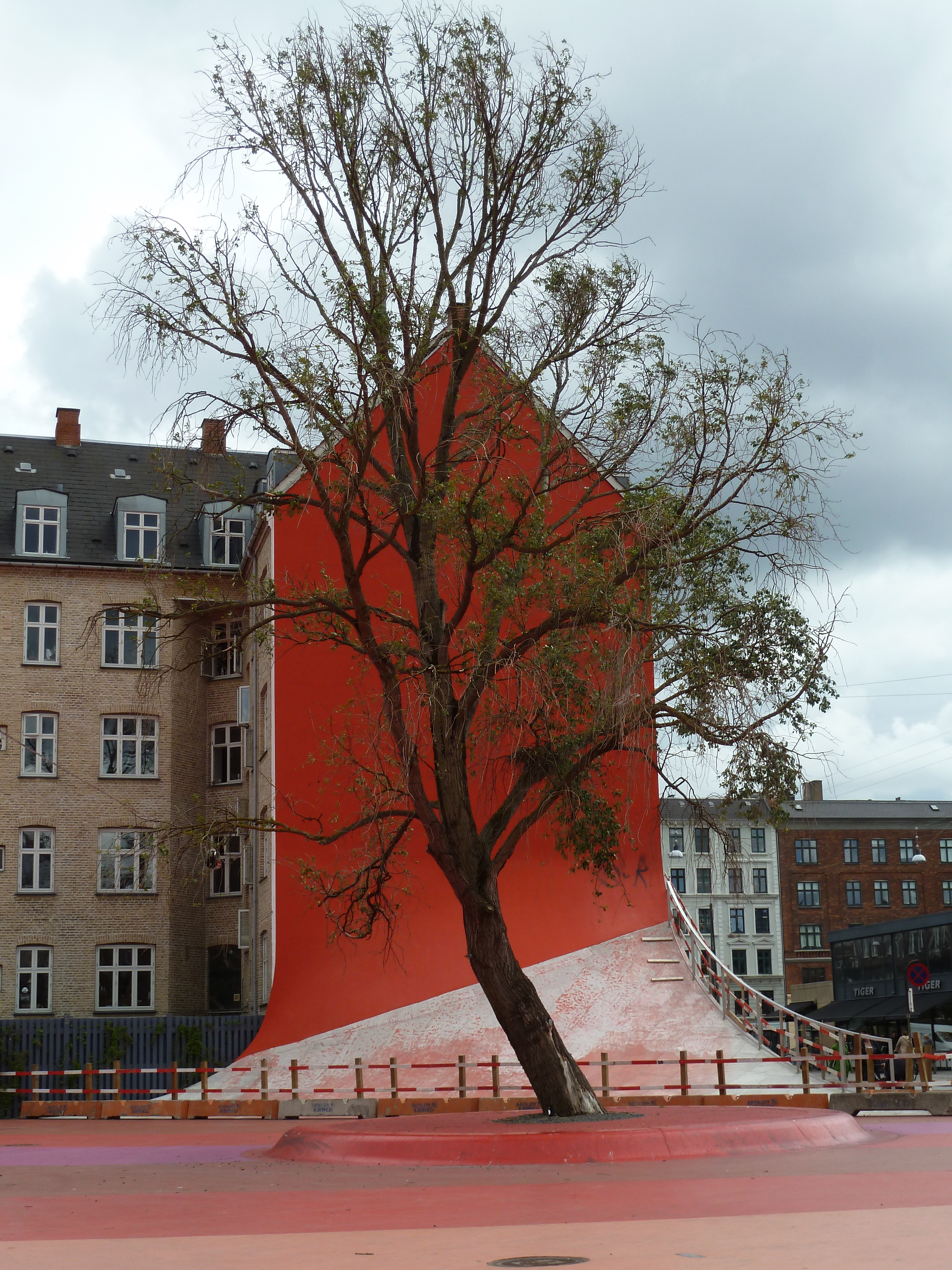
Quarterpipe am Roten Platz
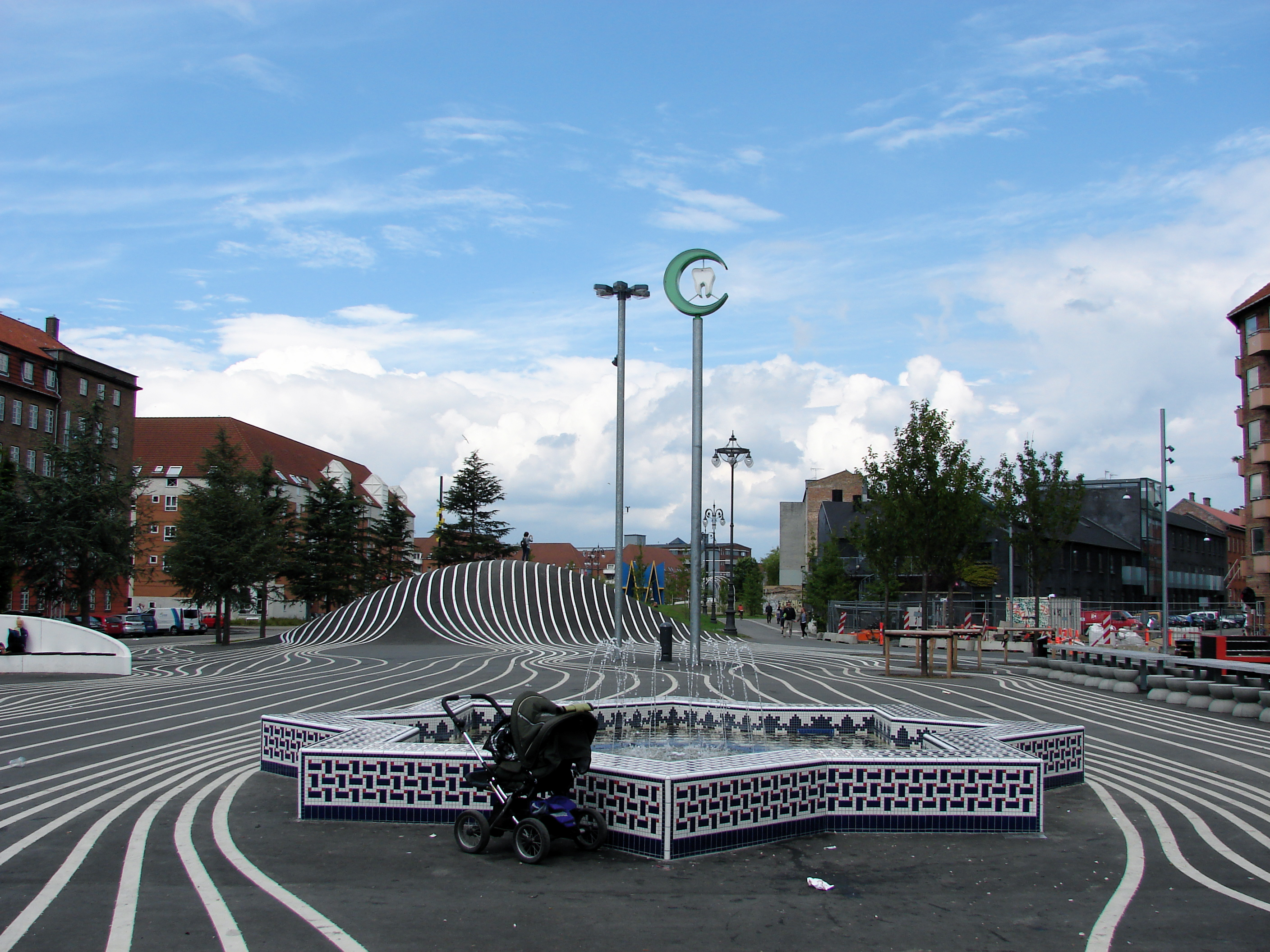
Marokkanische Fontäne

Auszeichnungen
- Aga Khan Award for Architecture
- Red Dot Design Award
- IOC/IAKS Award[3]
- AIA-Honor Award – Regional & Urban Design[4]